# Ewald Brix
Ewald Brix (* 27. Januar 1909 in Osnabrück; † nach 1965) war ein deutscher Volkswirt.

## Leben
Ewald Brix wurde 1909 als Sohn des Taubstummen-Oberlehrers Alfred Brix als preußischer Staatsbürger geboren. Nach dem Abitur in Osnabrück studierte er ab 1928 in Tübingen ein Semester Jura und wechselte anschließend an die Universität Köln, wo er sich wirtschafts- und sozialwissenschaftlichen Studien widmete. 1932 legte er an der Universität Münster die Diplomprüfung für Volkswirte ab und wurde dort 1935 mit der rechts- und staatswissenschaftlichen Dissertation über Die Leischaften der Osnabrücker Altstadt im Spiegel sozial- und wirtschaftsgeschichtlicher Betrachtung promoviert.
Vermutlich ist er identisch mit „Dr. Ewald Brix“, der in den 1940er-Jahren für die Industrie- und Handelskammer Hannover tätig war. Ewald Brix publizierte in den 1950er und 60er-Jahren, teilweise gemeinsam mit anderen Autoren, insbesondere zur Wirtschaftsgeschichte Hannovers.

## Schriften
- Die Leischaften der Osnabrücker Altstadt im Spiegel sozial- und wirtschaftsgeschichtlicher Betrachtung. Ein Beitrag zur Wirtschafts- und Siedlungsgeschichte Niedersachsens unter besonderer Berücksichtigung der Theorie der Sondergemeinden in deutschen Städten,
  - rechts- und staatswissenschaftliche Dissertation, Universität Münster. Quakenbrück 1935 DNB 369381998
  - (= Veröffentlichungen. Wirtschaftswissenschaftliche Gesellschaft zum Studium Niedersachsens e. V., Reihe A Beiträge Heft 31). Stalling, Oldenburg 1935 (DNB 578966948, Inhaltsverzeichnis)
- Bierhandelsprivileg und Brauergilde. Vom Braubann und Bierzwang im alten Hannover. In: Wirtschaftsblatt Niedersachsen 22, 1942, S. 510 ff.
- Vom Markt zur Metropole. Werden und Wandlung in 7 Jahrhunderten stadthannoverscher Wirtschaftsentwicklung, mit Bildzeichnungen von Karl Hapke. Schlütersche Verlagsgesellschaft, Hannover 1951
- Die Industrie- und Handelskammern in Niedersachsen, in: Neues Archiv für Niedersachsen, 7, 1954, Heft 10/12, S. 250–256
- mit Helmut Plath, Herbert Mundhenke: Heimatchronik der Hauptstadt Hannover (= Heimatchroniken der Städte und Kreise des Bundesgebietes, Bd. 17). Archiv für Deutsche Heimatpflege, Köln 1956
- mit Heinz Lauenroth: Hannover, Haupt- und Messestadt. Ein dokumentarisches Bildheft, in dt., engl., franz. und span. Sprache, mit Fotos von Ludwig Windstosser u. a., 5. Auflage, Steinbock-Verlag, Hannover 1959; 6. Auflage 1961
- Kaufmannsgilde in Hannover. Ein Beitrag zur Geschichte des niedersächsischen Handels. In: Adreßbuch der Hauptstadt Hannover 1960, S. 33–36
- Hannovers Wirtschaft: Werden / Wandlung / Wirklichkeit. In: Adreßbuch der Landeshauptstadt Hannover 1965